# КС Влазния Шкодра
ФК „Влазния“ (на албански: Klubi i futbollit Vllaznia Shkodër – Клюби и футболит Влазния Шкодър) е футболен отбор от албанския град Шкодра. Клубът е създаден на 16 февруари 1919 г. Играе срещите си на стадион „Лоро Боричи“ (капацитет 18 000). През сезон 2013/14 завършват на 8-о място в Албанската суперлига.